# Фитис
Фитис (нем. Vitis) — ярмарочная коммуна (нем. Marktgemeinde) в Австрии, в федеральной земле Нижняя Австрия. 
Входит в состав округа Вайдхофен.  Население составляет 2617 человек (на 31 декабря 2005 года). Занимает площадь 55,51 км². Официальный код  —  32219.

## Политическая ситуация
Бургомистр коммуны — Ирмтрауд Бергер (АНП) по результатам выборов 2005 года.
Совет представителей коммуны (нем. Gemeinderat) состоит из 21 места.
- АНП занимает 15 мест.
- СДПА занимает 6 мест.